# Catherine Walsh
Catherine Walsh (* 1970 in Cork) ist eine irische Schauspielerin.

## Leben
Catherine Walsh wurde 1970 in der südirischen Hafenstadt Cork geboren und wuchs hier auf. Ihr Filmdebüt gab sie in einer Nebenrolle in dem 1995 entstandenen Horrorfilm Bio Creature – Rückkehr des Grauens. 2004 spielte sie in Brian Friels „Dancing at Lughnasa“ am Dublin’s Gate Theatre. Im Jahr 2005 nahm sie an Theateraufführungen in Dublin und dem Edinburgh Festival teil.
Catherine Walsh ist die ältere Schwester der irischen Schauspielerin Eileen Walsh.

## Filmografie
- 1995: Bio Creature – Rückkehr des Grauens (Biohazard: The Alien Force)
- 1995: Jack–O
- 1997: Before I Sleep
- 1999: The Last September
- 2004: Holby City (Fernsehserie, Episodenrolle)
- 2013: The Bachelor Weekend
- 2015: My Name is Emily